# Тикълница
Тѝкълнѝца (на гръцки: Στρογγυλό, Τικαλνίτσα/Τικολνίτσα, Δόντι) е вторият по височина връх в планината Боздаг (на гръцки Фалакро), Гърция. Висок е 2012 m над морското равнище.

## Местоположение
Върхът е разположен северно от село Височен (Ксиропотамос), югоизточно от първенеца на планината Свети Илия (Профитис Илияс) и южно от втория по височина връх Вардина.

## Етимология
Според Йордан Н. Иванов името на върха произлиза от съществителното тикъл, мъжки род от тикла и топонимичната наставка -ница. Тикла е „тънка каменна плоча“ и „скалиста местност“ и идва от латинското tegulum, tegula, „покривна плоча“ от глагола tego, „покривам“.